# Стаугайтис, Юстинас

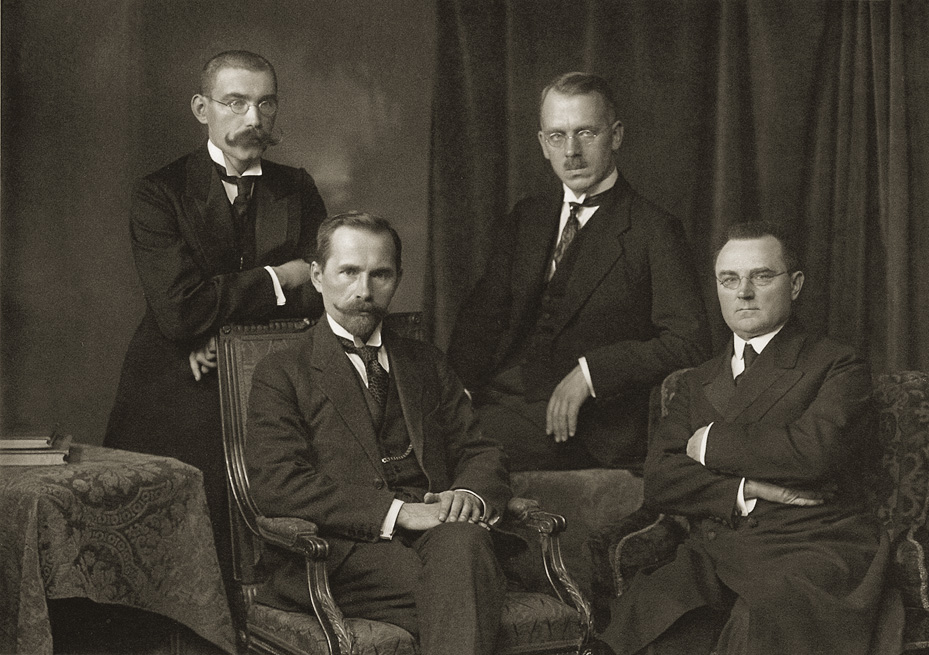
Президиум Совета Литвы (Литовская Тариба, 1918): А. Сметона, Ю. Стаугайтис (сидят), Й. Шярнас, Ю. Шаулис

Юстинас Стаугайтис (лит. Justinas Staugaitis; 14 ноября 1866 с. Тупикай Августовская губерния, Российская империя (ныне Шакяйский район Литвы) — 8 июля 1943, Тельшяй) — литовский религиозный и политический деятель, педагог, писатель, историк. Католический епископ.

## Биография

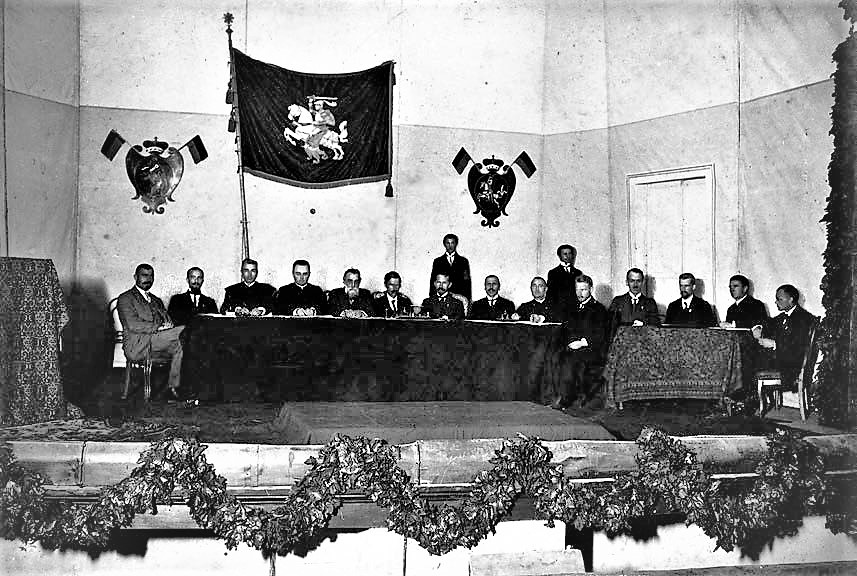
Президиум и секретариат (слева направо): Пяликсас Бугайлишкис, Казис Бизаускас, Казимерас Шаулис, Юстинас Стаугайтис, Йонас Басанавичюс, Стяпонас Кайрис, Йонас Вилейшис, Антанас Сметона, Повилас Догялис, Юозас Пакнис, Юргис Шаулис, Миколас Биржишка, Юозас Станкявичюс, Пятрас Климас

После окончания духовной семинарии в Сейнах (ныне Польша), в 1890 году был рукоположён. Служил в нескольких приходах на территории Литвы и Польши. Организовал в Мариямполе культурно-просветительское общество Žiburys, целью которого в условиях ограничений на использование литовского языка, была его поддержка и распространение, пропаганда римско-католических идей и мировоззрения. Сыграл важную роль в создании ряда школ и приюта для сирот.
С 1909 по 1912 год служил в редакции журнала «Vadovas» («Путеводитель»). На Вильнюсской конференции в сентябре 1917 года был избран членом президиума Литовской Тарибы (Совета Литвы).
16 февраля 1918 года поставил свою подпись под Актом о независимости Литвы.
Как член Христианско-демократической партии, в 1920 году был избран в Учредительный Сейм Литвы. В Сейме последующих созывов занимал пост спикера и заместителя спикера. В 1926 году Стаугайтис стал епископом Тельшяйским, новообразованной епархией на северо-западе Литвы, которая была частью Жемайтийской епархии. Был в числе основателей богословской семинарии в г. Тельшяй. По его инициативе в Тельшяйской епархии было создано 12 новых приходов и церквей, 5 мужских и 11 женских монастырей.
Публицист, идеолог католицизма. Автор ряда статей в периодических изданиях и несколько книг об истории церкви, Государственного совета Литвы, написал 3-томный роман, изображающий жизнь ревностного священника.
Похоронен в соборе Святого Антония Падуанского в г. Тельшяй. В 1998 году была установлена мемориальная доска в память епископа работы скульптора А. Сакалаускаса.